# Allonychus littoralis
Allonychus littoralis är en spindeldjursart som först beskrevs av McGregor 1955.  Allonychus littoralis ingår i släktet Allonychus och familjen Tetranychidae. Inga underarter finns listade i Catalogue of Life.